# Jesper Gronenberg
Jesper Gronenberg (født 1970) er Direktør for Energi, Public Affairs, i konsulenthuset Geelmuyden Kiese og tidligere fremtrædende medlem af Radikale Venstre.
Jesper Gronenberg rådgiver i politisk interessevaretagelse. Han har selv tidligere været sekretariatschef for Radikale Venstre på Christiansborg og direktør for Public Affairs og kommunikation i TDC, Falck og Dansk Energi.
Jesper Gronenberg var i en årrække en fremtrædende person i Radikale Venstres bagland, bl.a. som næstformand for landsforbundet, medlem af hovedbestyrelsen og forretningsudvalget samt formand for Hovedstadens Radikale Venstre. Som sekretariatschef var han med i inderkredsen omkring Margrethe Vestager i hendes første år som politisk leder af Radikale Venstre frem til efteråret 2010.
Som kommunikationsdirektør i Falck blev Jesper Gronenberg involveret i håndteringen af Falck-sagen, hvor samarbejdet mellem Falck og kommunikationsbureauet Advice, da han blev ansat i oktober 2014, allerede var i gang.
Gronenberg har siden beklaget sin rolle og Falcks ageren i sagen.

## Som forfatter
Jesper Gronenberg har været forfatter på flere bøger om mellemøstlige forhold.
Blandt andet Verden i Forandring fra 2002 udgivet af Syddansk Universitetsforlag, og Det muslimske broderskab i Ægypten og parlamentarisk demokrati, Syddansk Universitetsforlag 2005.

## Erhvervskarriere
- Konsulent i Kommunernes Landsforening 2002-2006
- Sekretariatschef i det Radikale Venstre 2006-2010
- Underdirektør i TDC, 2011-2014
- Direktør i Falck, 2014-2017
- Branchedirektør i SLD, 2018
- Direktør for kommunikation i Dansk Energi, 2019-2022
- Direktør for Energi, Public Affairs, i Geelmuyden Kiese, 2022-[7]